# Hass und Liebe
Hass und Liebe ist ein Lied des deutschen Electroprojektes ECO. Es wurde im Jahr 1990 als Single veröffentlicht. Zur Mitte der 1990er-Jahre erschien eine überarbeitete Version des Stücks, die sich zu einem Club-Hit in der Schwarzen Szene entwickelte.

## Hintergrund und Veröffentlichungen
Hass und Liebe entstand als Single des Studioprojektes von Heiko Daniel unter der später nicht mehr benannten Beteiligung von Stefan Ashton Frank. Für das Warner-Music-Subunternehmen Teldec. Das Stück wurde damals auf Kompilationen des Unternehmens und der aufkommenden Techno-Szene präsentiert und als Mixtur aus den Genren Neue Deutsche Welle, Techno und Italo House beworben. Das Westcom-Subunternehmen Off Beat nahm Daniel mit ECO unter Vertrag und veröffentlichte das Stück 1994 über diverse Kompilationen sowie als Teil der EP Gier, Hass & Liebe. In der so veröffentlichten längeren Variante als Hass & Liebe (Emotional-Update) wurde das Stück ein immenser Club-Hit in der Schwarzen Szene. Im Jahr 2008 veröffentlichte das Aggrotech-Projekt Miss Construction von Chris Pohl und Gordon Mocznay eine modernisierte Coverversion, die nah am Original blieb und ebenfalls ein erfolgreicher Club-Hit wurde.

„Hass und Liebe von ECO ist einer dieser unverwüstlichen Clubtracks, die immer mal wieder ihren Weg in die Playlist bei Depeche Mode-, EBM- oder Electro-Parties finden.“

## Musik und Text
Hass und Liebe ist ein vom Techno beeinflusstes Electro-Stück das Elemente des New Beat aufgreift und Ideen des Aggrotech vorwegnahm. Das Stück wurde im 4/4-Takt und im Grundton F-Dur bei einem Tempo von 130 BpM geschrieben. Der Text ist aus einer subjektiven Perspektive verfasst. Die ansprechende Stimme wendet sich an ein Gegenüber dem eine kritische Liebesbeziehung entgegengehalten wird.

„Ich will, dass du von mir gehst

Bitte, bleib doch da

Du und ich

Ich hasse dich

Ich liebe dich“

## Versionen
- 1990: ECO: Hass und Liebe (Scherc AB Mix) 4:42
- 1990: ECO: Hate and Love (Foreign Mix) 4:41
- 1990: ECO: Hass und Liebe (Radio Edit) 3:34
- 1994: ECO: Hass und Liebe (Emotional Update): 5:00
- 1994: ECO: Hass und Liebe (Original Version): 4:45
- 2008: Miss Construction: Hass und Liebe: 5:12